# Pleo

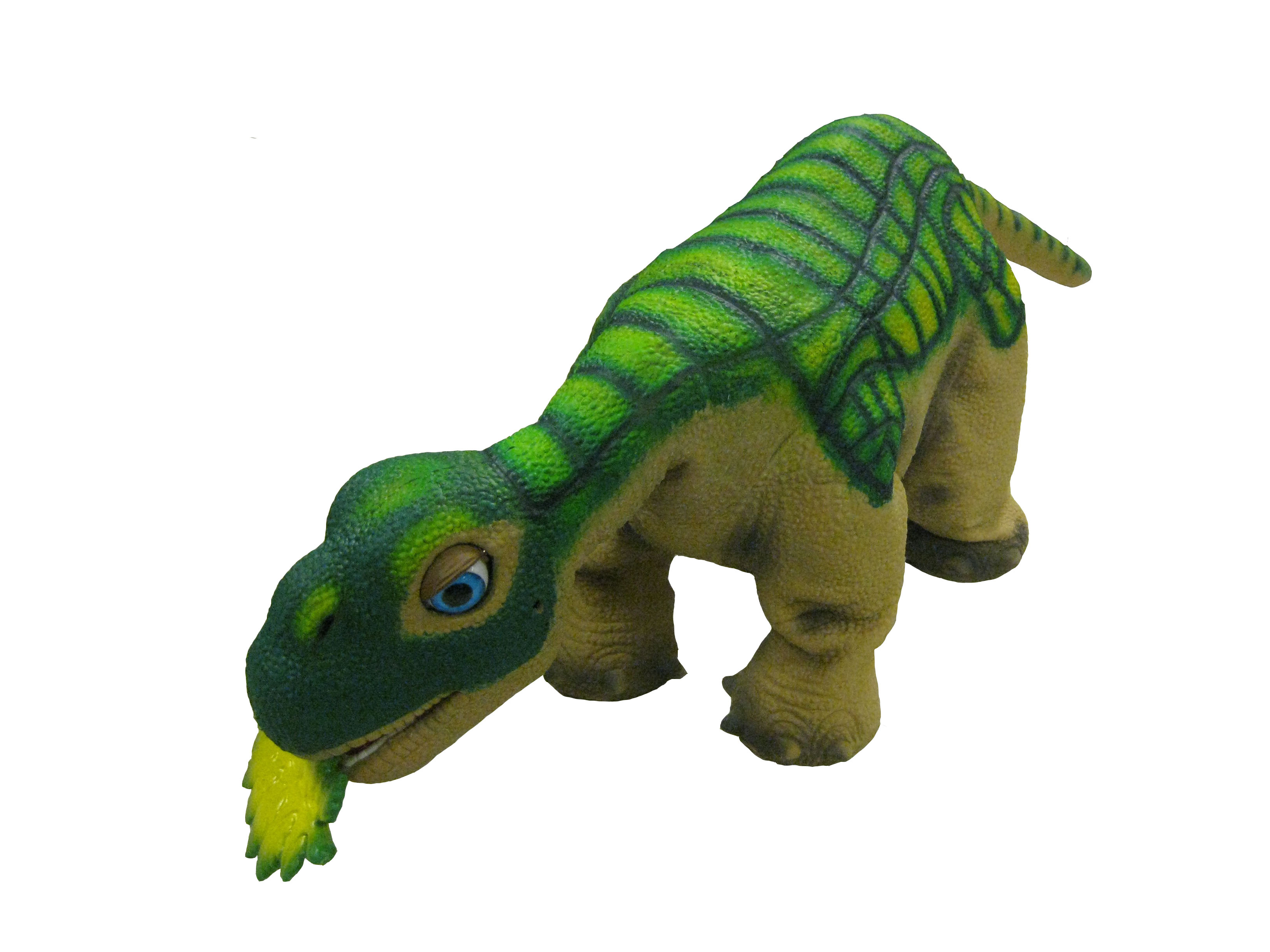
Pleo Robot

Pleo è un dinosauro robot progettato per imitare l'apparenza e l'aspetto di un cucciolo di Camarasauro di una settimana. Ideato da Caleb Chung, co-creatore di Furby, è prodotto dalla Ugobe Inc. Pleo è il primo delle "Life Forms" (Forme di Vita) della Ugobe. Chung ha scelto questa particolare specie di dinosauro per l'aspetto: la testa grossa, con un cranio relativamente ampio lo rendono ideale per ospitare i sensori e i motori necessari per animarne i movimenti. Secondo Ugobe, ogni Pleo può "apprendere" e fare esperienza nell'ambiente che lo circonda attraverso una sofisticata intelligenza artificiale che lo porta a sviluppare una personalità individuale.
Pleo fu presentato il 7 febbraio, 2006 alla DEMO Conference di Scottsdale. Le spedizioni sono iniziate però solo il 5 dicembre 2007 al prezzo di $349 USD. I primi 2000 dinosauri sono andati esauriti in pochi giorni. Nel Mondo, ne sono stati venduti più di 100.000 esemplari in soli due anni dall'uscita.
Il software del robot può essere aggiornato tramite una scheda SD o interfaccia USB. Ugobe incentiva la modifica, da parte degli utenti, del firmware, fornendo un'interfaccia grafica chiamata MySkit, e un'API per programmatori non esperti denominato "PDK" (Pleo Development Kit), più volte annunciato dalla stessa Ugobe, ma mai commercializzato.
Nonostante le altissime vendite, per un totale di 100.000 esemplari venduti, il 17 aprile 2009 Ugobe chiude per bancarotta (chapter 7) licenziando i propri dipendenti e vendendo all'asta gli uffici di Eagle (Idaho).
L'8 giugno 2009 Jetta Company Limited, l'azienda che realizza e assembla Pleo in Cina, acquista i diritti per continuare a distribuire Pleo e i suoi accessori. Con il nome di Innvo Labs nel dicembre 2009, viene rilanciata una nuova versione di Pleo direttamente sul sito web al costo originale di 349$.
Il nuovo Pleo ha una pelle più resistente, collo e coda costruiti con un differente meccanismo antiurto, e un caricabatterie in grado di ripristinare vecchie batterie non funzionanti.
In Italia il prodotto fu distribuito in esclusiva da E-MOTION e presentato alla stampa il 17 luglio 2008. Un altro evento, il Pleo Pride, creato appositamente per i primi genitori di Pleo, fu lanciato il 23 ottobre dello stesso anno al quale parteciparono volti noti del mondo dello sport e dello spettacolo come Bobo Vieri e Melissa Satta, Martina Stella, Filippa Lagerbäck e moltissimi altri.
E-MOTION ideò per il suo sito web vari concorsi e iniziative, collaborando con il primo blog italiano dedicato a Pleo (PleoBlog). È stato, inoltre, il primo distributore al mondo a lanciare una linea di accessori su misura per Pleo: t-shirt, borse e tutine create appositamente per il cucciolo.

## Caratteristiche
- Sistema di visione basato su videocamera a colori (per individuare fonti di luce e la direzione in cui muoversi)
- Due microfoni, udito naturale
- Individuazione dei battiti (permette a pleo di sentire la musica e danzare) - questa caratteristica è stata rimossa, ma potrebbe essere aggiunta di nuovo.
- Otto sensori tattili a induzione (testa, collo, spalle, zampe, retro)
- Quattro sensori sotto le zampe (per sentire la superficie di appoggio)
- Quattordici sensori di sforzo, uno per articolazione
- Sensore di orientamento
- Sensore ad infrarossi per individuazione di oggetti nella bocca
- Sensore ad infrarossi per individuazione di oggetti circostanti
- Trasmettitore ad infrarossi per interagire con altri Pleo
- Porta Mini-USB per download online
- Alloggiamento per scheda SD
- Microprocessore Atmel ARM 7 a 32-bit (principale)
  - Sub processore NXP ARM 7 a 32-bit (camera e audio)
  - Quattro processori a 8-bit (controllo dei motori di primo livello)